# Mateo Rivero
Mateo Federico Rivero Blanco (Rocha, 22 settembre 2004) è un calciatore uruguaiano, difensore del Boston River.

## Caratteristiche tecniche
È un difensore centrale.

## Carriera
Cresciuto nel settore giovanile del Nacional, il 5 febbraio 2025 è stato acquistato a titolo definitivo dal Boston River; ha debuttato in prima squadra il 22 febbraio seguente in una partita della prima divisione uruguaiana proprio contro la sua ex squadra, perdendo per 3-2. Nel corso della stagione ha inoltre giocato anche alcune partite in Coppa Sudamericana.

## Statistiche

### Presenze e reti nei club
Statistiche aggiornate al 7 luglio 2025.
| Stagione        | Squadra         | Campionato      | Campionato | Campionato | Coppe nazionali | Coppe nazionali | Coppe nazionali | Coppe continentali | Coppe continentali | Coppe continentali | Altre coppe | Altre coppe | Altre coppe | Totale | Totale | Totale |
| Stagione        | Squadra         | Comp            | Pres       | Reti       | Comp            | Pres            | Reti            | Comp               | Pres               | Reti               | Comp        | Pres        | Reti        | Pres   | Reti   |        |
| --------------- | --------------- | --------------- | ---------- | ---------- | --------------- | --------------- | --------------- | ------------------ | ------------------ | ------------------ | ----------- | ----------- | ----------- | ------ | ------ | ------ |
| 2025            | Boston River    | PD              | 7          | 0          | CU              | 0               | 0               | CS                 | 4                  | 0                  | -           | -           | -           | 11     | 0      |        |
| Totale carriera | Totale carriera | Totale carriera | 7          | 0          |                 | 0               | 0               |                    | 4                  | 0                  |             | -           | -           | 11     | 0      |        |